# Circus maurus
El aguilucho negro (Circus maurus) es un aguilucho africano de tamaño medio (hasta 46 cm de largo) de Sudáfrica, Botsuana y Namibia.
Cuando se alza, este pájaro aparece todo negro. Sin embargo, en vuelo es de un blanco en la rabadilla y las plumas blancas de las alas se hacen visibles. Su morfología es comparable a la de otros corredores de cross, con un cuerpo delgado, alas estrechas y una larga cola. Los plumajes de machos y hembras son similares. los. jóvenes inmaduros tienen un brillo bajo-partes y un pecho muy manchado.
Al igual que otros aguiluchos anida en el suelo, en la vegetación de altura. Ponen de tres a cinco huevos e incuban 35 días.
Se alimenta principalmente de pequeños roedores y aves y, ocasionalmente, se alimenta de reptiles, la captura de estos se da durante el vuelo a baja altura sobre sus territorios de caza.
El mayor número de parejas reproductoras se encuentra en la provincia del Cabo Occidental, Sudáfrica. En esta zona las colonias sueltas se congregan alrededor de los humedales costeros. Se cree que hay crías en Namibia, pero no está confirmado.
La población de aguiluchos negros ha disminuido en los últimos años a menos de 1 000 aves y ahora está clasificado como vulnerable, a pesar de que todavía tiene un amplio rango de reproducción. Esto se debe a la destrucción de su hábitat original de cría, zonas de arbustos naturales de Sudáfrica, los fynbos, que se ha reducido en gran medida por el avance de cultivo de cereales y la expansión urbana.